# Транспорт в Эстонии
Транспорт в Эстонии — это сеть, прежде всего, автомобильных и железных дорог.

## Автомобильные дороги
- всего: 59008 км (включая 16608 км государственных дорог)
- мощёные: 12926 км

Дорожную сеть Эстонии образуют: государственные шоссе, местные, частные и лесные дороги. За строительство и обслуживание государственных дорог отвечает Департамент шоссейных дорог, за местные дороги – местные самоуправления, за частные – их собственники. По состоянию на 1 января 2019 года общая протяженность государственных дорог Эстонии составила 16608 км. При благоприятных погодных условиях протяженность ледовых переправ составляет 87,6 км. Протяженность основных шоссе и магистралей - 1609 км (9,7%), шоссе регионального значения – 2405 км (14,5%), второстепенных шоссе – 12480 км (75,2%). На прочие государственные шоссе приходится лишь 114 км, что составляет 0,7% от всей сети государственных дорог Эстонии.
- Государственные автодороги - 16608 км
  - основные шоссе и магистрали - 1609 км
  - шоссе регионального значения - 2405 км
  - второстепенные шоссе - 12480 км
  - прочие дороги и шоссе - 114 км
- Местные дороги - 24002 км
  - шоссе - 18237 км
  - улицы - 5209 км
  - пешеходные и велосипедные дорожки - 556 км
- Частные и лесные дороги - 18398 км (по данным на 31 января 2008 года)
- Общая протяженность -	59008 км

Эстония в 2018 году заняла 38-е место в мире по качеству дорог в рейтинге Индекса глобальной конкурентоспособности, ежегодно составляемом экспертами Всемирного экономического форума. Второе место после Литвы (37-е место) в странах Балтии.

### Государственные автодороги
Государственные автодороги образуют ядро эстонской дорожной сети. Их общая протяженность составляет 16608 км.
| Номер | Номер европейского маршрута | Маршрут                                | Длина (км) | Примечания |
| ----- | --------------------------- | -------------------------------------- | ---------- | --- |
| 1     | E 20                        | Таллин — Нарва                         | 213        | автодорога, начинающаяся примерно в 60 км от Таллина направлением на Санкт-Петербург, продолжается как российская автомагистраль Нарва (А180) |
| 2     | E 263                       | Таллин — Тарту — Выру — Лухамаа        | 291        | автодорога, начинающаяся в 21 км от Таллина; пересекает Эстонию в юго-восточном направлении и соединяется с автодорогой 7                     |
| 3     | E 264                       | Йыхви — Тарту — Валга                  | 220        | за Валгой продолжается по территории Латвии как автодорога A3 в Ригу                                                                          |
| 4     | E 67                        | Таллин — Пярну — Икла                  | 193        | начинается в 14 км от Таллина; за Иклой продолжается по территории Латвии как автодорога A1 в Ригу                                            |
| 5     |                             | Пярну — Раквере — Сымеру               | 185        | из Пярну через Пайде; присоединяется к автодороге 1 около Раквере                                                                             |
| 6     |                             | Валга — Уулу                           | 125        | из Пярну через Килинги-Нымме в Валгу |
| 7     | E 77                        | Рига — Псков                           | 22         | короткий участок на юге Эстонии около Миссо, продолжается в обе стороны как российская автодорога А212 и латвийская A2                        |
| 8     | E 265                       | Таллин — Палдиски                      | 49         | через Кейла, участок Кейла-Палдиски — часть E 265, продолжается как переправа в Капельскар                                                    |
| 9     |                             | Ээсмяэ — Хаапсалу — Рохукюла           | 81         | переправа из Рохукюла в Хийумаа |
| 10    |                             | Ристи — Виртсу — Куйвасту — Курессааре | 144        | переправа между Виртсу и Куйвасту (Муху) |
| 11    | E 265                       | Таллинская кольцевая автодорога        | 38         | |
| 92    |                             | Тарту — Вильянди — Килинги-Нымме       | 130        | |

## Железная дорога
- всего: 900 км линий общих перевозок (1200 км, включая закрытые промышленные линии)
- широкая колея: 900 км с шириной колеи 1520 мм или 1524 мм (133 км электрифицировано)

### Железнодорожное сообщение с соседними странами
- Латвия — грузовое и пассажирское (поезд Валга — Рига три раза в день)
- Россия — грузовое и пассажирское

## Порты и гавани
В Эстонии есть 45 портов, состоящих в Государственном Регистре, за малым исключением все они находятся на Балтийском море.
Крупнейшие порты расположены в Мууга (около Таллина), Таллине (состоит из нескольких портов), Кунда, Пярну и Силламяэ.

### Паромное сообщение с другими странами
- Финляндия
- Аландские острова
- Швеция
- Германия
- Россия

## Торговый флот
- всего: 50 судов (объёмом 1,000 регистровых тонн и более), суммарным объёмом 306,264 рег. т. и грузоподъёмностью (дедвейтом или DWT) 293,083 тонн.
- суда по типам: (на 1999 год)
  - балкеров — 3
  - грузовых судов — 20
  - судно для насыпного груза — 1
  - контейнеровозов — 5
  - танкеров — 2
  - ролкеров — 13
  - пассажирские суда для небольших морских рейсов — 6

## Аэропорты

### Аэропорты с твёрдым покрытием взлётно-посадочных полос
- всего: 12 (на 2007 год)
- более 3,047 метров: 1
- от 2,438 до 3,047 метров: 7
- от 914 до 1,523 метров: 3

Таллинский аэропорт является крупнейшим аэропортом в Эстонии, крупнейшей авиакомпанией является государственная Nordica.

## Трубопровод
- природный газ — 859 км (на 2007 год)

## Водное сообщение
- 320 км водных путей, круглогодично доступных для судоходства.

## Междугородный и международный автобусный транспорт
Эстония обладает развитым автобусным сообщением внутри страны, а также с соседними странами - эстонские компании выполняют свыше 160 междугородных и международных автобусных рейсов.
Автобусное сообщение между Эстонией и Россией осуществляется компаниями Lux Express, Ecolines, Baltic Shuttle, Anniston.

## Городской транспорт
Основным видом транспорта в городах Эстонии является автобус. С 1995 по 2007 Эстония собирала автобусы Scania на заводе Baltscan в Тарту.
Кроме того, в Таллине присутствуют троллейбусы, трамваи и морское сообщение с островом Аэгна.
С 1 января 2013 года городской общественный транспорт Таллина стал бесплатным для всех зарегистрированных жителей города. Право бесплатного проезда также предоставлено учащимся до 19-летнего возраста независимо от места их жительства и сохранено за всеми группами льготников, имевших такое право ранее. Также с 1 января 2013 года отменены бумажные проездные билеты и введены бесконтактные пластиковые карты, которые необходимо регистрировать при входе в транспорт через особые регистраторы (валидаторы). При отсутствии карты необходимо приобрести одноразовый проездной талон у водителя. 
Эстония стала первой европейской страной, которая ввела бесплатный проезд на общественном транспорте почти на всей территории страны. В 11 из 15 уездов с 1 июля 2018 года пассажиры могут бесплатно пользоваться местными автобусами.